# 윤용훈
윤용훈(1955년 ~ )은 KBS 드라마본부의 선임 프로듀서이다.

## 학력
- 배재고등학교
- 경희대학교 미술학과 학사
- 스탠퍼드대학교 경영대학원 경영학과 석사

## 경력
- KBS 드라마본부 PD
- KBS 드라마운영팀 CP
- KBS 드라마본부 편성기획팀장 (부장급)
- 기획시대플러스 대표이사

## 작품 활동
| 제작년도 | 방송 | 제목           | 역할 | 비고 |
| -------- | ---- | -------------- | ---- | ---- |
| 1991     | KBS2 | KBS 드라마게임 | 연출 |      |
| 2001     | KBS2 | 명성황후       | 연출 |      |

1. ↑  여의도광장 차량질주 사건의 피해자